# Rias occidentales y Duna de Oyambre
Rias occidentales y Duna de Oyambre este o arie protejată (arie specială de conservare — SAC, sit de importanță comunitară — SCI) din Spania întinsă pe o suprafață de 1.273,26 ha, integral pe uscat.

## Localizare
Centrul sitului Rias occidentales y Duna de Oyambre este situat la coordonatele 43°22′53″N 4°24′35″W / 43.3815°N 4.4098°V.

## Înființare
Situl Rias occidentales y Duna de Oyambre a fost declarat sit de importanță comunitară în decembrie 1997 pentru a proteja 2 specii de plante și 15 specii de animale. Situl a fost protejat și ca arie specială de conservare în decembrie 2015.

## Biodiversitate
Situată în ecoregiunile atlantică și marină Atlantică, aria protejată conține 20 de habitate naturale: Pajiști uscate europene, Dune de coastă fixe cu vegetație erbacee („dune gri”), Terase mlăștinoase și terase nisipoase neacoperite de apă la reflux, Faleze cu vegetație de pe coastele atlantice și baltice, Estuare, Păduri de stejar galițio-portugheze cu Quercus robur și Quercus pyrenaica, Bancuri de nisip acoperite în permanență slab de apă marină, Păduri de stejar sau de stejar și carpen sub-atlantice și medio-europene de Carpinion betuli, Salicornia și alte specii anuale care populează regiunile mlăștinoase și nisipoase, Păduri aluvionare cu Alnus glutinosa și Fraxinus excelsior (Alno-Padion, Alnion incanae, Salicion albae), Tufărișuri halofile mediteraneene și termo-atlantice (Sarcocornetea fruticosi), Dune mobile cu vegetație embrionară, Lande oro-mediteraneene cu formațiuni endemice de grozamă, Pășuni atlantice udate de apa mării (Glauco-Puccinellietalia maritimae), Dune mobile de-a lungul țărmului cu Ammophila arenaria („dune albe”), Pajiști uscate atlantice de coastă cu Erica vagans, Pajiștile Spartina (Spartinion maritimae), Păduri de Quercus ilex și Quercus rotundifolia, Păduri de Castanea sativa, Matorral arborescenți cu Laurus nobilis.
La baza desemnării sitului se află mai multe specii protejate:
- plante (2): Dryopteris corleyi, Woodwardia radicans
- amfibieni (1): Discoglossus galganoi
- mamifere (8): liliac cârn (Barbastella barbastellus), vidră de râu (Lutra lutra), liliac cu aripi lungi (Miniopterus schreibersii), liliac cu urechi mari (Myotis bechsteinii), liliac cu urechi de șoarece (Myotis blythii), liliac comun (Myotis myotis), liliacul mediteranean cu potcoavă (Rhinolophus euryale), liliacul mare cu potcoavă (Rhinolophus ferrumequinum)
- nevertebrate (3): Coenagrion mercuriale, Elona quimperiana, rădașcă (Lucanus cervus)
- pești (2): Petromyzon marinus, somonul (Salmo salar)
- reptile (1): Lacerta schreiberi